# Casino de Sinaia
El Casino de Sinaia (en romanès: Cazinoul Sinaia) és al parc «Dimitrie Ghica», al municipi de Sinaia a Romania. Va ser construït a iniciativa del rei Carol I de Romania.
Les obres van començar el 1912 i es van acabar un any després. L'obra va ser dissenyada i supervisada per l'arquitecte Petre Antonescu. El principal accionista del casino era el baró de Marçay, que era també accionista del casino de Montecarlo. La inauguració es va celebrar amb focs artificials i un recital de piano de George Enescu, amb la presència d'Alexandru Davila i Titu Maiorescu. El casino es va convertir en una de les principals atraccions d'entre les guerres.
Des de la segona guerra mundial, el negoci va anar més bé i sota el règim comunista, durant un temps va ser transformat en hospital i després va ser tancat al públic. La parella presidencial de Nicolae i Elena Ceaușescu hi haurien instal·lat llurs oficines privades. Gairebé tota la decoració interior i el ric mobiliari va desaparéixer. El luxós parquet va servir per escalfar.
Ara és un centre de conferències internacional.